# Orde van de Romeinse Adelaar
De Orde van de Romeinse Adelaar (Italiaans: Ordine dell' Aquila Romana of Ordine civile e militare dell'Aquila romana) was een Italiaanse ridderorde, op 14 maart 1942 ingesteld door Victor Emanuel III, koning van Italië, Albanië en Abessinië.

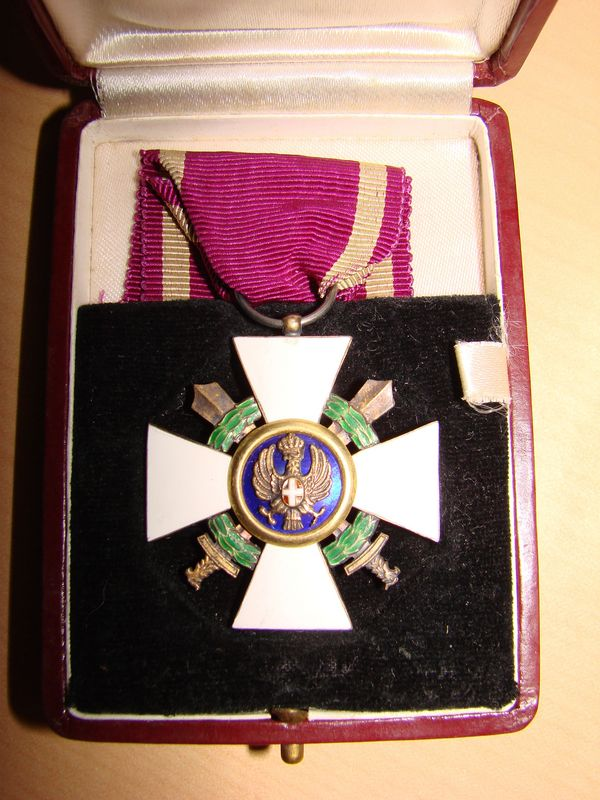
De orde

## De Orde
Het kleinood was een wit rechthoekig kruis met wijd uitlopende armen en een donkerblauw medaillon met een gouden adelaar. Het kruis was op een groene lauwerkrans gelegd en werd ook met twee korte gekruiste Romeinse zwaarden (gladii) verleend. Het lint was purperrood met twee gouden strepen.
Toen de ontslagen en gevangengezette Duce en premier Benito Mussolini door de Duitsers bevrijd was, stichtte deze in Noord-Italië de "Italiaanse Sociale Republiek". Deze fascistische republiek stichtte op 2 maart 1944 een tweede Orde van de Romeinse Adelaar. De versierselen werden enigszins gewijzigd. De adelaar zat nu op een gouden bliksemschicht. De koninklijke regering heeft het dragen van de orde op 5 oktober 1944 verboden. Deze bepaling gold alleen voor Italianen.
In de Sociale Republiek Italië, de "Republiek van Salò", had Mussolini in een Wetgevend Decreet van 2 maart 1944 besloten om de orde in het vervolg op eigenmachtig gezag te verlenen. Hij verleende de orde niet in zijn kwaliteit van president maar op eigen gezag als ware hij een fons honorum.
De naoorlogse Italiaanse Republiek heeft de orde afgeschaft. Alleen de buitenlandse dragers mochten haar, voor zover hun eigen wetgeving dat toestaat, nog dragen. In Duitsland mag de orde worden gedragen omdat zij geen fascistisch symbool bevat.

## De pseudo-orde
De oudste zoon van de gefusilleerde dictator, Vittorio Mussolini claimde dat hij na zijn vaders dood op 28 april 1945 de "Grootkanselier" ("Capo e Gran Cancelliere") van de Orde van de Romeinse Adelaar was. Vittorio stierf op 19 april 1997.
De titel van Grootkanselier werd nu overgenomen door de jongste zoon, de niet fascistisch georiënteerde Jazzpianist Benito Mussolini Jr.. Hij stierf op 4 februari 2006.
Op 17 december 1997 heeft Benito Mussolini Jr. in een notariële akte nieuwe statuten laten vastleggen. In deze statuten wordt gesteld dat de orde nooit is afgeschaft (ondanks het decreet No. 370 van 5 oktober 1944). De statuten doelen op het Wetgevend Decreet van 2 maart 1944 van de alleen door Duitsland, maar niet door Italië, erkende Sociale Republiek.
In de akte werd voor het eerst vastgelegd dat het grootkanselierschap van de "dynastiek" genoemde ridderorde erfelijk is binnen de familie Mussolini. Het belonen van verdiensten voor "Roma, caput mundi et Urbe eterna" en de mensheid ("popoli componenti l'umana famiglia") zou in het vervolg het doel van deze orde zijn.
Na de dood van Grootkanselier "Benito Mussolini III" wordt de orde door de "Senato Magistral" bestuurd. Dit kapittel bestaat uit de Grootkruisen met de Keten.
Pier Felice degli Uberti noemt de orde een "pseudo orde".
Het versiersel is gelijk aan dat van de Sociale Republiek, de "Republiek van Saló", maar het lint is rood met gele biezen.
| Batons | Klasse                        | Volledige titel in het Italiaans                                         |
| ------ | ----------------------------- | ------------------------------------------------------------------------ |
|        | Ie Klasse / Ridder Grootkruis | Cavaliere di Gran Croce dell'Ordine civile e militare dell'Aquila romana |
|        | IIe Klasse / Grootofficier    | Grande Ufficiale dell'Ordine civile e militare dell'Aquila romana        |
|        | IIIe Klasse / Commandeur      | Commendatore dell'Ordine civile e militare dell'Aquila romana            |
|        | IVe Klasse / Officier         | Ufficiale dell'Ordine civile e militare dell'Aquila romana               |
|        | Ve Klasse / Ridder            | Cavaliere dell'Ordine civile e militare dell'Aquila romana               |

## Gedecoreerden
- Benito Mussolini, (Grootkruis)
- Hermann Göring, (Grootkruis met Zwaarden)
- Karl Wolff, (Grootkruis)
- Martin Bormann, (Grootkruis)
- Karl von Eberstein, (Grootkruis met Zwaarden)
- Karl Gerland, (Commandeur)